# Rueda de Savart

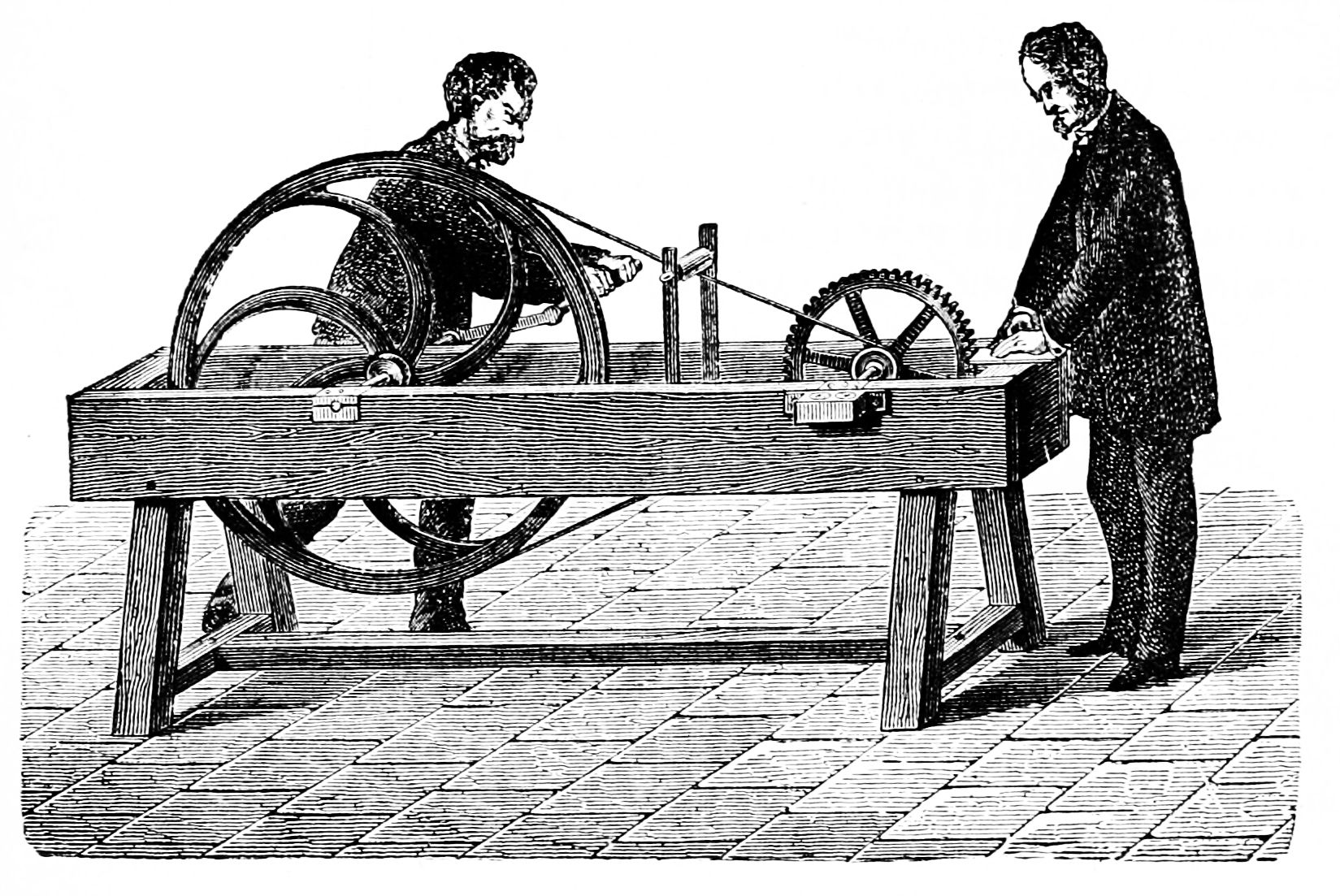
Una ilustración de la rueda de Savart (de The Popular Science Monthly, 1873)

Una rueda de Savart (también llamada ocasionalmente rueda de Hooke) es un dispositivo acústico llamado así en honor al físico francés Félix Savart. Fue originalmente concebida y desarrollada por el científico inglés Robert Hooke.
Consiste en una lengüeta sostenida al lado de un trinquete que produce un sonido cuyo tono varía dependiendo de la velocidad a la que está girando el trinquete. Un mecanismo de este tipo, hecho usando ruedas de latón, permitió que Hooke produjera ondas de sonido de una determinada y conocida frecuencia. Hooke demostró a la Royal Society en 1681 cómo el tono de un sonido se relaciona directamente con la frecuencia. Por motivos prácticos, el dispositivo de Hooke fue reemplazado por la invención del diapasón.
Aproximadamente un siglo y medio después del trabajo de Hooke, el mecanismo volvió a ser tomado en cuenta por Savart para su investigación acerca de la audición humana. En la década de 1830, Savart fue capaz de construir trinquetes de latón grandes y finamente dentados que podían producir frecuencias de hasta 24 kHz, en lo que parece ser el primer dispositivo artificial capaz de producir frecuencias de ultrasonido. En los años siguientes del siglo XIX, las ruedas de Savart fueron usadas también en investigaciones fisiológicas y psicológicas que trataban la percepción del tiempo.
Actualmente, las ruedas de Savart son comúnmente usadas en lecturas de física, usando en reemplazo de la lengüeta una manguera de aire.

## Descripción
El dispositivo básico consiste de un trinquete con una gran cantidad de dientes separados uniformemente en su borde. Cuando la rueda es girada mientras una lengüeta estática al lado de ella golpea sus dientes, se pueden oír chasquidos. Cuando la rueda se gira rápidamente produce una sucesión de chasquidos que se oyen de manera estridente y con un tono alto; mientras que si se gira lentamente, el tono del sonido disminuye progresivamente. Debido a que la frecuencia del sonido es directamente proporcional a la velocidad a la que se gira la rueda, una rueda de Savart puede ser calibrada para proporcionar una medida absoluta del tono. Múltiples ruedas de diferentes tamaños sujetadas por el mismo eje y con más o menos dientes pueden ser usadas simultáneamente para producir varios tonos a la vez y construir acordes cuando se gira el sistema a una velocidad angular constante.

## Historia de la rueda

### La rueda de Hooke
Hooke empezó su trabajo con la rueda en marzo de 1676, junto con el notable relojero Thomas Tompion, tras unas conversaciones con el músico teórico William Holder. Hooke tenía ya un previo interés en las vibraciones e incluso había presumido en 1666 que podría determinar la velocidad de las alas de un pájaro a partir del sonido que producían. En julio de 1681, Hooke demostró esto ante la Royal Society usando su rueda de latón. De esta manera, fue capaz de generar por primera vez ondas sonoras de una frecuencia conocida y proporcionó una demostración empírica de la correspondencia entre la percepción humana del tono sonoro y la propiedad física de la frecuencia de las ondas. Además, al poner varias ruedas simultáneamente sobre el mismo eje, Hooke fue capaz de identificar intervalos musicales: quintas, cuartas, etc.
Hooke publicó sus descubrimientos en 1705. Aunque estaba proporcionando una manera precisa de medir los tonos, la rueda se hizo rápidamente irrelevante tras la invención del diapasón en 1711.

### Versión de Savart
La rueda de Hooke no volvió a ser utilizada con motivo de estudio durante más de un siglo. El siguiente uso documentado de la rueda fue hecho en 1830 cuando Savart utilizó un dispositivo parecido al de Hooke que desarrolló mientras investigaba las frecuencias más bajas del umbral auditivo. La contribución específica de Savart al dispositivo fue añadir un tacómetro al eje de la rueda dentada para facilitar su calibración. Savart usó su rueda como una alternativa práctica a la sirena de John Robison, que estaba siendo usada contemporáneamente por Charles Cagniard de la Tour para examinar el rango de la audición humana. Hacia el año 1834, Savart había construido ruedas de latón de 82 cm de diámetro, que contenían al menos 720 dientes. Estas ruedas podían producir frecuencias de hasta 24 kHz, siendo presumidamente estas los primeros dispositivos artificiales en generar frecuencias de ultrasonido.

### Uso en experimentos de la percepción temporal
Durante la segunda mitad del siglo XIX, la rueda de Savart fue adaptada para el uso en investigaciones fisiológicas y psiológicas en la percepción del tiempo. En 1873, el psicólogo austríaco Sigmund Exner concluyó, usando la rueda, que las personas tendrían la capacidad de distinguir chasquidos sucesivos de la rueda (o, alternativamente, sonido casi continuo producido por la lengüeta) en un intervalo de tiempo entre dos chasquidos de 2 ms (un quinientosavo de segundo). Una versión modificada de la rueda que producía números variados de chasquidos en diferentes intervalos fue usada posteriormente por los psicólogos estadounidenses Granville Stanley Hall y Joseph Jastrow, quienes en 1886 investigaron acerca de los límites de la percepción de discontinuidades acústicas.

### Aplicaciones musicales y demás
En 1894, el ingeniero eléctrico francés Gustave Trouvé patentó un teclado eléctrico que usaba una serie de 88 ruedas de Savart de distintos tamaños para ser tocado como si fuera un piano, permitiendo acordes armónicos y dinámica. El mismo principio es usado en órganos eléctricos como el órgano de Hammond, que usa ruedas tonales.
El concepto también ha sido adaptado para construir instrumentos musicales experimentales como algunos de Bart Hopkin. En este caso, se consiste de una serie de treinta discos de madera de distintos tamaños ensamblados en un eje motorizado. Vibraciones son producidas por un plectro cuando entra en contacto con los dientes de la rueda en intervalos regulares de tiempo. Estas vibraciones son amplificadas usando poliestireno que actúa como una caja de resonancia. Se afirma que este instrumento produce el sonido «más molesto e irritante» jamás conocido.